# Berlin – Alexanderplatz
Berlin – Alexanderplatz ist ein 1931 gedrehter Spielfilm von Phil Jutzi. Er basiert auf dem 1929 erschienenen gleichnamigen Roman von Alfred Döblin. Die Hauptrollen spielen Heinrich George und Maria Bard.

## Handlung
Der nach vierjähriger Haft aus dem Gefängnis entlassene Franz Biberkopf – er hatte im Rausch seine Freundin getötet – versucht ins Alltagsleben zurückzufinden und betreibt einen Straßenhandel am Alexanderplatz in Berlin. Er lernt Cilly kennen und lieben. Deren ehemaliger Freund Reinhold ist ein Bandenführer, der Biberkopf zum Mitmachen überreden möchte. Als sich Biberkopf widersetzt, wird er aus einem fahrenden Auto vor ein anderes geworfen. Er verliert einen Arm, liegt wochenlang im Krankenhaus und schließt sich demoralisiert doch noch Reinhold an.
In Mieze, die mit einem Blinden auf Hinterhöfen singt, findet er eine neue Freundin. Da sie eine tiefe Abneigung gegen Reinhold hat, lockt dieser sie in sein Auto und bringt sie in einem Waldstück um. Durch Cilly erfährt Biberkopf von dem Mord und begibt sich in Reinholds Stammkneipe, um mit ihm abzurechnen. Die Polizei aber verhaftet Biberkopf, den sie des Mordes an Mieze verdächtigt. Klempner-Karl jedoch verrät den wahren Täter Reinhold, der mit 15 Jahren Zuchthaus bestraft wird. An der Seite von Cilly gelingt Franz am Ende die Rückkehr ins bürgerliche Leben. Er steht wieder am Alexanderplatz und verkauft Stehaufmännchen.

## Hintergrund
Döblin interessierte sich nach einem Gespräch mit Emil Jannings über die stilistischen Möglichkeiten des Mediums Film für die Verfilmung seines Romans. In einem Beitrag für den Film-Kurier hob er hervor, dass der Tonfilm „(…) Franz Biberkopf unmittelbar sprechen lässt und daher akustisch echter (ist), als es je der Roman kann“. Die Initiative für die Verfilmung ging vom späteren Hauptdarsteller Heinrich George aus. Zunächst hatte die UFA eine Option auf die Filmrechte erworben, aus unbekannten Gründen übte die UFA diese Option nicht aus. Ende 1929 erwarb Arnold Pressburger die Filmrechte an dem Roman für die Allianz-Tonfilm GmbH (Berlin). Im Folgenden arbeiteten Alfred Döblin und Hans Wilhelm an einem Drehbuch. Die Dialogleitung übernahm Karl-Heinz Martin. Der Film wurde von Arnold Pressburger für die Allianz-Tonfilm GmbH (Berlin) produziert. Die Dreharbeiten fanden von Mai bis Juni 1931 in Berlin statt. Die Bauten stammen von Julius von Borsody. Die Filmmusik stammt von Allan Gray. Bekannt ist der Marsch Über den Dächern von Berlin (Text: Erik Ernst) der zu Beginn des Films die Verwirrung Franz Bieberkopfs auf seiner Fahrt durch Berlin musikalisch umsetzt.
Die Filmprüfstelle erteilte dem Film am 30. September 1931 die Freigabe, jedoch mit der Einschränkung Jugendverbot. Die Uraufführung erfolgte am 8. Oktober 1931 im Berliner Capitol am Zoo. Den Vertrieb des Films übernahm die Südfilm AG (Berlin).
Die Produktion des Films fällt in die Zeit vor der Machtergreifung durch die Nationalsozialisten. Anders als der Roman enthält der Film keine konkreten Hinweise auf Politik, Homosexualität oder jüdische Themen. Anders als der Roman endet der Film mit einem Happy End, womit man nationalsozialistischen Kampagnen gegen den Film und der Filmzensur entgehen wollte.

## Rezeption
Die zeitgenössische Rezeption war zurückhaltend. Herbert Ihering beklagt die „dramaturgische Fehlanlage“. Dem Film fehle die „Bindung zu einer filmischen Form“. Herausragend sei die Leistung Heinrich Georges. Aber dieser „grandiosen Solonummer“ fehle es an Authentizität. Siegfried Kracauer kritisiert, dem Film fehle der Mut zur Kolportage. „Erst einen großangelegten Vorwurf zur Kolportagehandlung zu reduzieren und dann die Kolportage durch ornamentale Attrappen wieder auf die Romanebene transponieren zu wollen: das ist unmöglich. Langeweile ist die einzige Folge eines solchen Mangels an Folgerichtigkeit“.
Die Filmprüfstelle verlieh dem Film das Prädikat „künstlerisch“.
Das Heyne-Film-Lexikon vergab für den Film die Höchstbewertung, fünf von fünf möglichen Sternen.
1979/1980 drehte Rainer Werner Fassbinder eine weitere Verfilmung des Romans in Form einer Fernsehserie in 13 Episoden und einem Epilog (ca. 930 Min., siehe Berlin Alexanderplatz (Fernsehverfilmung)).
2020 entstand der Spielfilm Berlin Alexanderplatz, in dem der Regisseur Burhan Qurbani aber die Handlung frei ins Berlin der Gegenwart verlegte.

## Weitere Veröffentlichungen
Am 22. Februar 2008 wurde eine digital aufgearbeitete Version des Films vom Berliner Arthaus Filmvertrieb auf DVD veröffentlicht.